# 유즈리하라촌
유즈리하라촌(棡原村)은 야마나시현 기타쓰루군에 있던 촌이다. 현재의 우에노하라시에 해당한다.

## 역사
- 1889년 7월 1일 - 정촌제 시행에 의해 유즈리하라촌의 구역을 가지고 유즈리하라촌이 성립하였다.
- 1954년 4월 1일 - 우에노하라정, 시마다촌, 사이하라촌, 오쓰루촌, 이와오촌, 이와오촌, 고토촌과 합병해, 동일 시마다촌은 페지되었다.

## 참고문헌
- 角川日本地名大辞典 19 山梨県